# Рудельова Ольга Юріївна
Ольга Юріївна Рудельова (нар. 9 липня 1946, село Бринь, тепер Галицького району Івано-Франківської області) — українська радянська діячка, апаратниця сульфатної збагачувальної фабрики Калуського виробничого об'єднання «Хлорвініл» Івано-Франківської області. Депутат Верховної Ради УРСР 11-го скликання.

## Життєпис
Освіта середня спеціальна.
З 1967 року — апаратниця сульфатної збагачувальної фабрики Калуського виробничого об'єднання «Хлорвініл» імені 60-річчя Великої Жовтневої соціалістичної революції Івано-Франківської області.
Потім — на пенсії в місті Калуші Івано-Франківської області.

## Нагороди
- ордени
- медалі